# Can Figueres (Anglès)
Can Figueres és un mas habitat que pertany al veïnat del Pla d'Amunt, a la vila d'Anglès, a la comarca catalana de la Selva. Actualment Can Figueres és un mas privat amb ús residencial. Es troba a 300 metres sobre el nivell del mar, enclavada entre els camps de Can Figueres i la baga de Comarodona, als límits del barri de Can Serra. La masia, que consta de tres plantes i està coberta amb una teulada a dues aigües i vessants a laterals amb cornisa catalana. La masia consta de tres plantes i està coberta amb una teulada a dues aigües i de vessants a laterals i cornisa catalana.
La seva antiguitat ha motivat la inclusió del mencionat mas al Pla Especial de Masies i Cases Rurals d'Anglès.Aquesta edificació està inclosa dins del catàleg de Patrimoni Arquitectònic de la Generalitat de Catalunya.

## Arquitectura
Una masia que pels seus trets constitutius la podríem enquadrar dins d'una segona tipologia o família de masies. Les masies que es corresponen amb aquesta segona tipologia comparteixen tota una sèrie de trets comuns, com ara el fet de tenir la coberta inclinada cap a les dues façanes laterals de l'edifici. En general corresponen a les masies més abundants, construïdes en una sola etapa amb data corresponent als segles XVI, XVII i XVIII. Compositivament solen estar formades per tres crugies d'una clara racionalitat arquitectònica.
Moltes vegades l'ampliació de la masia, ha portat a la construcció de petits cossos laterals destinats a l'ampliació de corts, porxos, etc., fent variar ostensiblement la fesomia de l'edifici.
Pel que fa a la façana principal, la planta baixa inclou tres obertures. Destaca en especial el gran portal adovellat d'arc de mig punt, amb unes dovelles de mida gran ben escairades. Al costat tenim una petita font coronada per la data de 1965. A part del portal trobem dues finestres rectangulars, una a cada banda. Consten de llinda monolítica conformant un arc pla, muntants de pedra i cobertes per una estructura d'enreixat de ferro forjat.
El primer pis o planta noble, també consta de tres obertures projectades amb la mateixa solució, és a dir: rectangulars, amb llinda monolítica conformant un arc pla, muntants de pedra ben escairats i ampit treballat. Les tres a més recollien la mateixa solució arquitectònica, que consisteix en la disposició de tres pedres sota l'ampit com a mesura de suport i reforç per tal de suportar millor el pes de la finestra. Ara bé, difereixen en certs aspectes. En primer lloc per les dimensions, ja que la finestra central és sensiblement més gran. En segon lloc, les dues finestres dels laterals estan protegides amb una estructura d'enreixat de ferro forjat. La de l'extrem esquerre recull una inscripció a la llinda de difícil interpretació, on s'identifica el cognom de la nissaga dels Figueres i la data de 1631. També cal precisar que entre la finestra central i la lateral hi ha un rellotge de sol.
Finalment, pel que fa al segon pis trobem tres obertures. Les dues finestres laterals segueixen el mateix plantejament vist en el pis anterior, és a dir: finestres rectangulars, amb llinda monolítica, muntants i ampit. Això en els laterals perquè en la part central tenim una doble finestra de grans proporcions, d'arc de mig punt, muntants de pedra ben escairats i ampit desaparegut, però en origen treballat.
Els quatre cantons de la masia estan constituïts per grans blocs cantoners de pedra ben escairats. Les tres façanes restants inclouen una solució bastant similar a la façana principal. Ara bé difereixen únicament pel que fa al tema de les fines tres i obertures.
En les proximitats de la masia trobem tres petites construccions que exercien diverses funcions relacionades amb la vida agrícola, com un magatzem, paller, graner...

## Història
A la façana oriental, a l'altura del primer pis, trobem una inscripció que al·ludeix a una de les últimes restauracions que ha experimentat la masia: "Els Fàbrega em referen el 1989 amb l'arquitecte Ripoll i el paleta Carreras". Les primeres mencions que es tenen de la casa daten del fogatge de 1497. En el fogatge de 1558 hi consten Montserrat i Rutic Figueres.